# ポンテコルヴォ
ポンテコルヴォ（伊: Pontecorvo）は、イタリア共和国ラツィオ州フロジノーネ県にある、人口約12,000人の基礎自治体（コムーネ）。
ローマとナポリの間に位置する小都市であるが、ナポレオンのもとでフランス帝国の元帥を務めたジャン＝バティスト・ベルナドット（のちのスウェーデン王カール14世ヨハン）が当地の大公の称号を得たことで知られている。

## 名称
ポンテコルヴォという地名は「曲がった橋」を意味するラテン語: pons curvus から来ており、この橋は現在も市街中央のリーリ川にかかっている。橋の中央が高くなった設計は、洪水の際に橋脚に衝突する流木をそらすことを意図したものである。
民間語源ではカラス（伊: corvo）と結びつけられ、ベネディクト会の黒衣の修道士を象徴するものと説明される。この街はかつてベネディクト会のモンテ・カッシーノ修道院領であった。コムーネの紋章には、中央が高くなった橋の上にカラスが止まっている意匠が描かれている。
地名については、Ponte Corvo や Ponte-Corvo と記されることもある。

## 地理

### 位置・広がり
フロジノーネ県南東部に位置する。ポンテコルヴォの街は、カッシーノの西南西約15km、県都フロジノーネの東南東約34km、ナポリの北東約84km、ローマの東南東約110kmに位置する。

#### 隣接コムーネ
隣接するコムーネは以下の通り。括弧内のLTはラティーナ県所属を示す。
- ロッカセッカ - 北
- カストロチェーロ - 北
- アクイーノ - 北東
- ピニャターロ・インテランナ - 東
- エスペーリア - 南
- カンポディメーレ (LT) - 南西
- ピーコ - 西
- サン・ジョヴァンニ・インカーリコ - 北西

### 地勢
ポンテコルヴォの街は、Rocca Guglielma のふもとに位置し、市街の中央にはリーリ川が流れている。Rocca Guglielma の上には、中世に要塞が築かれた。

### 気候分類・地震分類
ポンテコルヴォにおけるイタリアの気候分類 (it) および度日は、zona C, 1200 GGである。
また、イタリアの地震リスク階級 (it) では、zona 2B (sismicità media) に分類される。
- 市街遠望
- 教会

## 歴史

### 古代
ローマ時代には、アクイヌム（現在のアクイーノ）管轄下の農業地帯であった。Sant'Oliva 付近からは、ローマ時代のヴィラ (Roman villa) の遺構が発掘されている。

### 中世

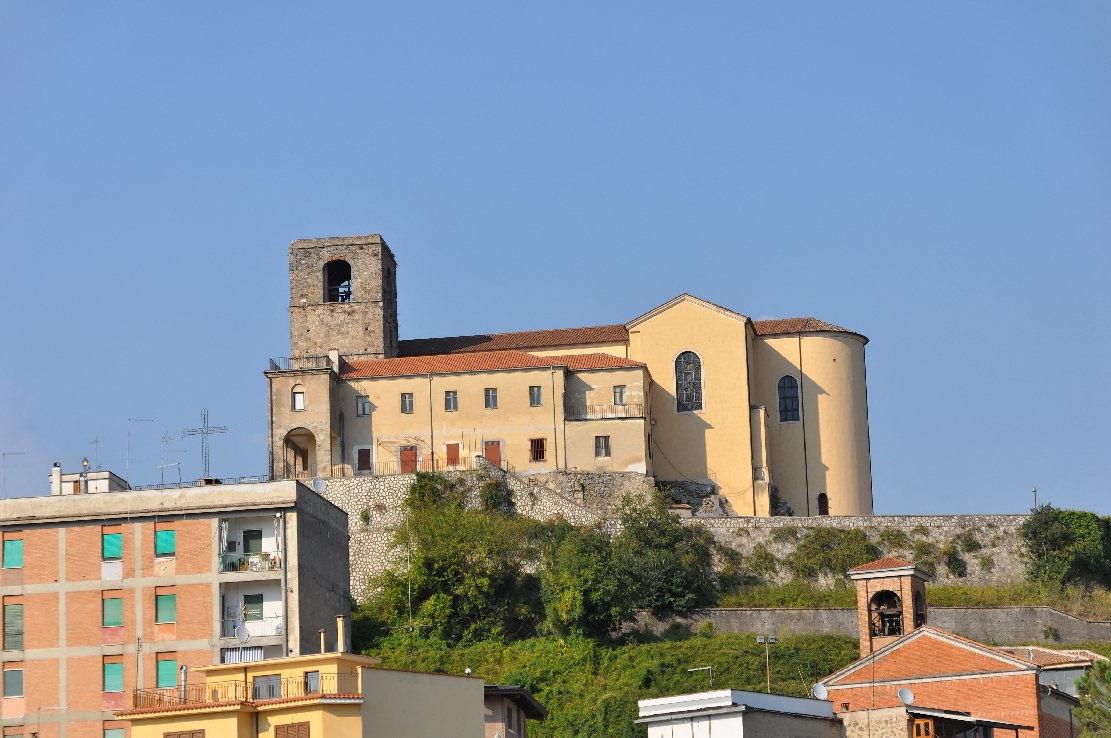
聖バルトロメオ教会 (Concattedrale di San Bartolomeo)

860年、ランゴバルド王国の代官（ガスタルド (Gastald) ）であったロドアルド（Rodoaldo）は、リーリ川沿いに攻め上ってくるサラセン人（イスラム教徒）に備えるために、岩山（ロッカ）の上に最初の城塞を築いた。これがこの街に関する最古の記録である。彼らの城塞の礼拝堂は聖バルトロメオに奉献されたようである。ランゴバルド人の城塞が廃城となると、その跡地には聖バルトロメオ教会が建設され、かつての望楼は鐘楼に転用された。中世には二つの集落が形成された。市壁に囲まれた Cività と、Cività とリーリ川のあいだの草地に築かれた Pastine である。
866年、フランク・ローマ皇帝ロドヴィコ2世はサラセン人との戦いのために陣を敷き、小規模な橋頭堡が建設された。このとき、ポンテコルヴォの地はカプア公国 (Principality of Capua) の一部に組み込まれた。960年、アクイーノのガスタルドであったアテヌルフはポンテコルヴォの地を自領に組み込むことに成功する。アテヌルフの死後、その領土はアクイーノ伯領とポンテコルヴォ伯領に分割される。
1065年、この地はノルマン人によって征服され、ガエータ伯領に組み込まれる。1105年、モンテ・カッシーノの修道院長がこの地を購入し、以後4世紀にわたってポンテコルヴォは修道院の所有となるが、その領有は不安定なものであった。12世紀には短期間ながらシチリア王ルッジェーロ2世による占領支配を受けたり、教皇領として主張されたりしたこともある。13世紀にはカルロ1世（シャルル・ダンジュー）による略奪を受けている。
こうした中で1190年、ポンテコルヴォにはコムーネ（市民共同体）の地位が認められている。これはナポリ王国の領域の中で最も早い時期のものであり、ポンテコルヴォに自治都市という新しい時代が訪れたことを告げるものであった。教会大分裂（1378年 - 1417年）の際には、ポンテコルヴォはモンテ・カッシーノ修道院に対抗し、対立教皇クレメンス7世を支持した。
1463年、ポンテコルヴォは教皇の司法権に服し、以後この町はナポリ王国領に囲まれた教皇領の飛び地となった。この状況はナポレオン戦争中にフランス軍がこの地域を占領するまで続いた。

### 近代・現代

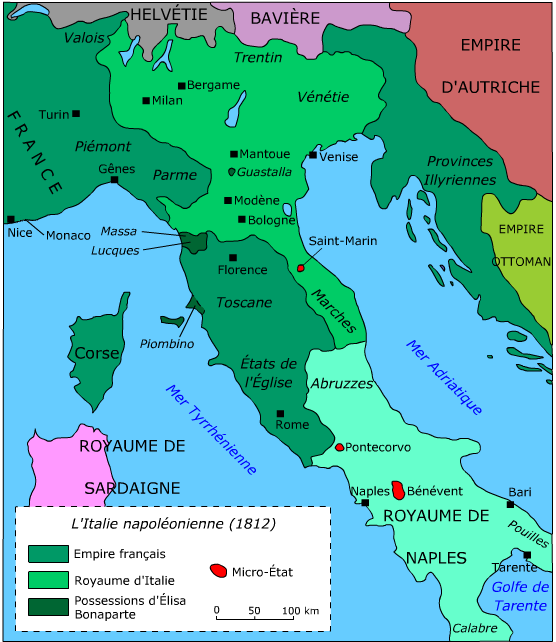
ナポレオン時代（1812年）のイタリア。ポンテコルヴォ大公国はナポリ王国領に囲まれた小国ながら独立の地位を有した。

1805年、ナポレオン・ボナパルトがイタリア王に即位する。1806年、元帥ジャン＝バティスト・ベルナドットにポンテコルヴォ大公（プリンス。仏: Prince de Pontecorvo ; 伊: Principe di Pontecorvo）の地位を与え、「ポンテコルヴォ大公国」 (it:Principato di Pontecorvo) が創設された。
1810年、ベルナドットがスウェーデン皇太子となると、ポンテコルヴォ大公の称号と領地を手放した。1812年、ナポリ王ジョアシャン・ミュラの次男ナポレオン・リュシアン・シャルル・ミュラ (Prince Lucien Murat) がポンテコルヴォ大公に封ぜられた。「ポンテコルヴォ大公国」は短命であり、1815年にはナポレオンの没落とともに教皇領に復帰した。
1860年、ポンテコルヴォは、同様に教皇領飛び地であったベネヴェントとともに、イタリア王国に加わった。
ポンテコルヴォの街は、第二次世界大戦で破壊された。戦後、近代的な都市として復興がなされた。

## 行政

### 分離集落
ポンテコルヴォには、以下の分離集落（フラツィオーネ）がある。
- San Cosma, Sant'Oliva, Tordoni

## 人物

### 著名な出身者
- ジュリアーノ・ジャンニケッダ - サッカー選手

### ポンテコルヴォ大公

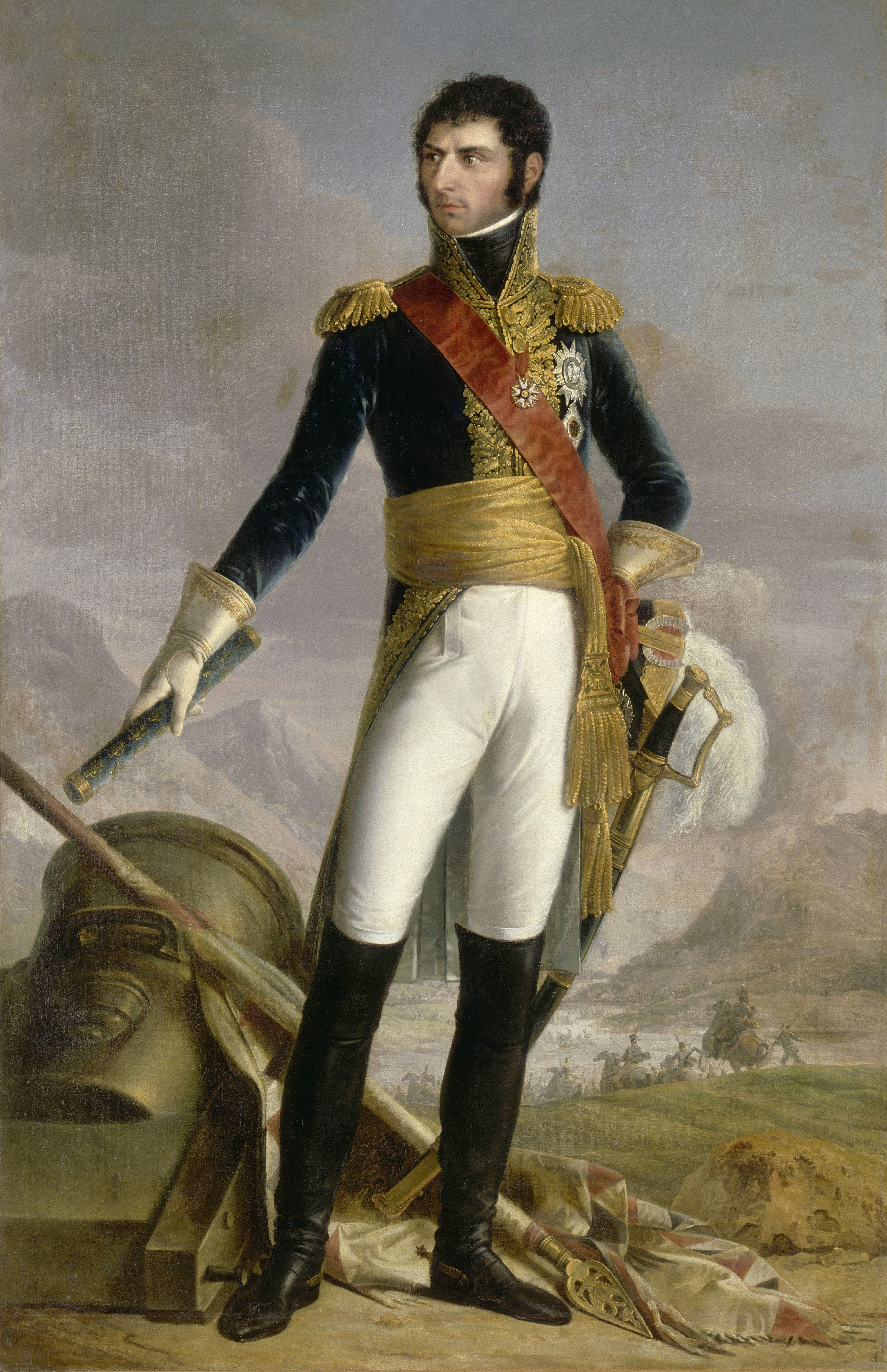
ジャン＝バティスト・ベルナドット

- 1806年 - 1810年: ジャン＝バティスト・ベルナドット
- 1812年 - 1815年: ナポレオン＝リュシアン＝シャルル・ミュラ

ジャン＝バティスト・ベルナドットは1818年にスウェーデン王（兼ノルウェー王）に即位し、「カール14世ヨハン」となった。以後のスウェーデン王家はベルナドットの末裔である（ベルナドッテ王朝）。スウェーデン王の紋章の一部には、ポンテコルヴォの紋章が組み込まれている。
ナポレオン＝リュシアン＝シャルル・ミュラ（以下、リュシアン・ミュラ）には、ブルボン家に代わるナポリ国王に推戴する動きもあった。リュシアン・ミュラの子孫は「プランス・ミュラ」 (Prince Murat) の称号を称しており、非公式に「ポンテコルヴォ大公」の称号も用いている。
- ポンテコルヴォ大公ジャン＝バティスト・ベルナドットの紋章
- スウェーデン王家ベルナドッテ家の紋章のシールド部分

## 交通

### 道路
国道
- SS628 (it:Strada statale 628 Leuciana)

市域北方をアウトストラーダ A1が走っており、カストロチェーロ域内にポンテコルヴォ＝カストロチェーロ・インターチェンジがある。SS628は、A1とポンテコルヴォ市街とを結んでいる。